# 대기열역학
대기열역학(Atmospheric thermodynamics)은 지구 대기에서 발생하고 날씨 또는 기후로 나타나는 열-일 변환(및 그 반대)에 대한 연구이다. 대기 열역학은 고전열역학 법칙을 사용하여 습한 공기의 특성, 구름 형성, 대기 대류, 경계층 기상학 및 대기의 수직 불안정성과 같은 현상을 설명한다. 대기열역학 다이어그램은 폭풍 발달 예측 도구로 사용된다. 대기열역학은 수치 기상 모델에 사용되는 구름 미세물리 및 대류 매개변수화의 기초를 형성하며 대류 평형 기후 모델을 비롯한 다양한 기후 고려 사항에 사용된다.

## 같이 보기
- 기온
- 화학열역학
- 평형열역학
- 유체동역학
- 비평형열역학
- 열역학